# Оахака (долина)
Оахака, или Центральные долины Оахаки — географический регион, расположенный в пределах современного штата Оахака на юге Мексики. В административном он определяется как включающий округа Этла, Сентро, Саачила, Зиматлан, Окотлан, Тлаколула и Эхутла. Долина, расположенная в горах Сьерра-Мадре, имеет форму искажённой и почти перевёрнутой буквы «Y», причём каждый из её рукавов носит определенные названия: северо-западный рукав Этла, центральный южный рукав Валле-Гранде и рукав Тлаколула на востоке. Долина Оахака была домом для цивилизации сапотеков, одного из самых ранних сложных обществ в Мезоамерике, и более поздней культуры миштеков. В долине Оахака находится ряд важных и известных археологических памятников: Гео-ши, Монте-Альбан, Митла, Сан-Хосе-Моготе и Ягуль. Столица штата, город Оахака, находится в центральной части долины.

## История освоения
Сапотеки проживали в долине и на большей части оахакского нагорья с раннего периода формирования и до конца классического периода. Их сменила культура миштеков в постклассический период.
Жители долины в период формированния взаимодействовали с социально сложной культурой ольмеков. Но неясно, какое влияние эти взаимодействия оказали на развитие цивилизации сапотеков. Влияние ольмеков на мезоамериканскую культуру, всё ещё является предметом споров.
На протяжении оставшейся части позднего Формирования. Монте-Альбан стал центральной точкой политической власти и административной деятельности в долине Оахака, сформировав общество на уровне государства. Это "государство" под руководством сапотеков впоследствии расширилось в высокогорные районы Оахаки за пределы долины в сторону тихоокеанских низменностей на юге. Таким образом, оно стало видным региональным политическим образованием в Мезоамерике.

## Регион в эпоху испанской колонизации
Столица Теночтитлан пала перед испанцами в августе 1521 года, Империя Ацтеков рухнула. Пару месяцев спустя, 25 ноября 1521 года, Франсиско де Оруско прибыл в долину Оахака, чтобы заявить о своих правах на неё от имени конкистадора Эрнана Кортеса. 
Кортесу испанская корона предоставила Оахаку в качестве награды за завоевание Новой Испании,земля впоследствии была названа им Маркесом дель Валье де Оахака.
В 1521 году испанцы поселились в общине, известной как Сегура-де-ла-Фронтера, расположенной в центральной части долины Оахака и примерно в 9 км к востоку от Монте-Альбана. Позже известная как Нуэва-Антекера, она была официально повышена до категории «королевского» города в 1532 году указом императора Карла V (Карлоса I) с названием Антекера-де-Гуахака. Сегодня город известен просто как Оахака или Оахака-де-Хуарес. После первоначального заселения этой местности испанцы быстро ввели новые сельскохозяйственные культуры и методы возделывания в долине Оахака. Например, Кортес приказал выращивать пшеницу в рукаве Этла и построить мельницы.